# Série mondiale 2014
La Série mondiale 2014 est la 110e série finale des Ligues majeures de baseball. Elle couronne le grand champion de la saison 2014 du baseball majeur. 
Cette série au meilleur de sept parties débute le mardi 21 octobre 2014 et se termine le mercredi 29 octobre suivant par le 3e titre en 5 ans des champions de la Ligue nationale, les Giants de San Francisco, qui l'emportent 4 matchs à 3 sur les champions de la Ligue américaine, les Royals de Kansas City. Le lanceur gaucher des Giants, Madison Bumgarner, est le joueur par excellence de la Série mondiale.

## Équipes en présence
La Série mondiale 2014 est la première de l'histoire à mettre aux prises deux équipes ayant gagné moins de 90 matchs en saison régulière et la première finale opposant deux clubs qualifiés comme meilleurs deuxièmes depuis la Série mondiale 2002. Giants et Royals sont les premières formations à accéder à la Série mondiale après avoir dû jouer un match de meilleur deuxième, une ronde de séries éliminatoires créée en 2012.

### Royals de Kansas City

Logo des Royals de Kansas City

Les Royals de Kansas City mettent fin en 2014 à ce qui était la plus longue disette du baseball majeur en se qualifiant pour les séries éliminatoires pour une première fois en 29 ans. Gagnant de 89 matchs contre 73 défaites, le club améliore sa fiche avec 3 victoires de plus qu'en 2013 et offre sa meilleure performance depuis 1989. Après avoir pris la seconde position de la division Centrale de la Ligue américaine,  un seul match derrière les Tigers de Détroit, les Royals accueillent en ouverture des éliminatoires les A's d'Oakland, qu'ils renversent 9-8 en 12 manches de jeu lors du match de meilleur deuxième de la Ligue américaine. En Séries de divisions, les Royals causent la surprise en battant 3 matchs à zéro les champions de la division Ouest et meilleure équipe en saison régulière, les Angels de Los Angeles. Ils réservent ensuite un sort similaire aux Orioles de Baltimore, dont ils triomphent 4 matchs à zéro dans la Série de championnat, pour mériter leur 3e titre de la Ligue américaine.
Les Royals ont perdu la Série mondiale 1980 devant les Phillies de Philadelphie et remporté, pour leur seul titre, la Série mondiale 1985 sur les Cardinals de Saint-Louis. Ils entrent dans cette nouvelle Série mondiale invaincus en 8 parties dans les éliminatoires 2014, ce que personne n'a fait avant eux. En incluant les derniers matchs éliminatoires joués 29 ans plus tôt, les Royals ont gagné leurs 11 derniers matchs d'après-saison, une victoire de moins que le record des majeures détenu par les Yankees de New York.

### Giants de San Francisco

Logo des Giants de San Francisco

Avec 88 victoires et 74 défaites en saison régulière 2014, 12 matchs gagnés de plus que l'année précédente, les Giants de San Francisco prennent le second rang de la division Ouest, six parties derrière les Dodgers de Los Angeles. Qualifiés en éliminatoires pour la 3e fois en 5 ans, les Giants doivent se mesurer aux Pirates de Pittsburgh dans le match de meilleur deuxième de la Ligue nationale, qu'ils remportent 8-0 sur le terrain de leurs adversaires. Ils gagnent ensuite, trois parties à une, la Série de divisions qui les oppose aux champions de la section Est, les Nationals de Washington puis, pour la seconde fois en 3 ans, éliminent en Série de championnat de la Ligue nationale les Cardinals de Saint-Louis, dont ils disposent cette fois 4 matchs à un. 
Les Giants comptent 23 titres de la Ligue nationale, plus que toute autre franchise, mais les 17 premiers avant 1957 lorsqu'ils étaient les Giants de New York. Il s'agit de leur 20e présence en Série mondiale, une de plus que la franchise des Cardinals de Saint-Louis, et ils ont 7 victoires contre 12 défaites dans cette compétition. Depuis que la franchise est à San Francisco, elle a perdu les Séries mondiales de 1962, 1989 et 2002, puis remporté celles de 2010 et 2012. Les Giants sont donc en quête d'un 3e titre en 5 saisons.

### Affrontements précédents
Les Royals et les Giants s'affrontent en Série mondiale pour la première fois. Les deux clubs n'ont joué l'un contre l'autre en saison régulière qu'à 12 reprises depuis le début des matchs interligue en 1997 : les Royals ont remporté 9 de ces affrontements, dont les 5 derniers et les 3 programmés à Kansas City durant la saison 2014.

### Avantage du terrain
L'issue du match des étoiles 2014, disputé le 15 juillet au Target Field de Minneapolis détermine quelle ligue, Nationale ou Américaine, obtient l'avantage du terrain pour la Série mondiale 2014. Victorieuse 5-3 dans la partie d'étoiles de mi-saison, la Ligue américaine s'assure que son club champion sera l'hôte des matchs #1 et #2 de la finale, ainsi que des matchs #6 et #7 s'ils s'avèrent nécessaires.

## Déroulement de la série

### Calendrier des rencontres
Il s'agit d'une série au meilleur de sept parties. La première équipe à remporter quatre parties de Série mondiale est sacrée championne. 
| Match | Date       | Visiteur                | Hôte                    | Score  |
| ----- | ---------- | ----------------------- | ----------------------- | ------ |
| 1     | 21 octobre | Giants de San Francisco | Royals de Kansas City   | 7 - 1  |
| 2     | 22 octobre | Giants de San Francisco | Royals de Kansas City   | 2 - 7  |
| 3     | 24 octobre | Royals de Kansas City   | Giants de San Francisco | 3 - 2  |
| 4     | 25 octobre | Royals de Kansas City   | Giants de San Francisco | 4 - 11 |
| 5     | 26 octobre | Royals de Kansas City   | Giants de San Francisco | 0 - 5  |
| 6     | 28 octobre | Giants de San Francisco | Royals de Kansas City   | 0 - 10 |
| 7     | 29 octobre | Giants de San Francisco | Royals de Kansas City   | 3 - 2  |

### Match 1
Mardi 21 octobre 2014 au Kauffman Stadium, Kansas City, Missouri.
| Giants de San Francisco | 3 | 0 | 0 | 2 | 0 | 0 | 2 | 0 | 0 | 7 | 10 | 1 |
| Royals de Kansas City | 0 | 0 | 0 | 0 | 0 | 0 | 1 | 0 | 0 | 1 | 4  | 1 |
| Lanceurs partants : SF : Madison Bumgarner KC : James Shields Vic. : Madison Bumgarner (1-0) Déf. : James Shields (0-1) HRs : SF : Hunter Pence (1) KC : Salvador Pérez (1) |   |   |   |   |   |   |   |   |   |   |    |   |

Les Royals encaissent leur première défaite en éliminatoires 2014. Ils sont battus 7-1 par des Giants menés par Madison Bumgarner, leur lanceur partant étoile qui n'accorde que 3 coups sûrs en 7 manches lancées. Le coup de circuit de Salvador Pérez en 7e manche pour Kansas City met fin à la séquence de Bumgarner, qui a blanchi l'adversaire durant 21 manches éliminatoires consécutives, la seconde meilleure performance du genre après le record de 28 établi par Christy Mathewson en 1905 et 1911. Avec sa 6e victoire en carrière en matchs éliminatoires, le gaucher des Giants bat le record de franchise qui était partagé par Mathewson et Tim Lincecum. Ceci met aussi un point final au record du baseball majeur : 32 manches et deux tiers sans accorder de point dans les matchs éliminatoires sur la route, une séquence amorcée le 23 octobre 2010. La soirée du lanceur partant des Royals, James Shields, ne dure que 3 manches. Il accorde 5 points, dont trois dès le premier tour au bâton de San Francisco.

### Match 2
Mercredi 22 octobre 2014 au Kauffman Stadium, Kansas City, Missouri.
| Giants de San Francisco | 1 | 0 | 0 | 1 | 0 | 0 | 0 | 0 | 0 | 2 | 9  | 0 |
| Royals de Kansas City | 1 | 1 | 0 | 0 | 0 | 5 | 0 | 0 | X | 7 | 10 | 0 |
| Lanceurs partants : SF : Jake Peavy KC : Yordano Ventura Vic. : Kelvin Herrera (1-0) Déf. : Jake Peavy (0-1) HRs : SF : Gregor Blanco (1) KC : Omar Infante (1) |   |   |   |   |   |   |   |   |   |   |    |   |

Le premier frappeur du match, Gregor Blanco, commence la rencontre avec un circuit pour San Francisco. En route vers la victoire de 7-2 qui crée l'égalité dans la série, les Royals brisent une égalité de 2-2 en marquant 5 fois en fin de 6e manche aux dépens du lanceur partant Jake Peavy et de 4 releveurs : Billy Butler réussit un simple pour son deuxième point produit du match, Salvador Pérez fait marquer deux points avec un double contre Hunter Strickland, puis ce dernier accorde un circuit de deux points à Omar Infante.

### Match 3
Vendredi 24 octobre 2014 au AT&T Park, San Francisco, Californie.
| Royals de Kansas City | 1 | 0 | 0 | 0 | 0 | 2 | 0 | 0 | 0 | 3 | 6 | 0 |
| Giants de San Francisco | 0 | 0 | 0 | 0 | 0 | 2 | 0 | 0 | 0 | 2 | 4 | 0 |
| Lanceurs partants : KC : Jeremy Guthrie SF : Tim Hudson Vic. : Jeremy Guthrie (1-0) Déf. : Tim Hudson (0-1) Sauv. : Greg Holland (1) |   |   |   |   |   |   |   |   |   |   |   |   |

À 39 ans, Tim Hudson des Giants est le 3e lanceur partant le plus âgé de l'histoire à commencer son premier match de Série mondiale, après Jack Quinn (46 ans en 1929) et Jamie Moyer (45 ans en 2008). Victime des 3 points des Royals, il est toutefois le lanceur perdant. Michael Morse chasse le partant des Royals Jeremy Guthrie de la rencontre en 6e manche avec un double qui réduit l'écart à 3-2, mais l'offensive des Giants, limitée à 4 coups sûrs dans toute la rencontre, se heurte au redoutable trio de releveurs composé de Kelvin Herrera, Wade Davis et Greg Holland. Ce dernier retire sur seulement 8 lancers les 3e, 4e et 5e joueurs de l'ordre des frappeurs des Giants à la dernière manche, pour devenir le 6e lanceur de l'histoire à partager le record de 7 sauvetages en une année dans les éliminatoires. 
Pablo Sandoval, des Giants, voit prendre fin sa séquence, entreprise en Série de divisions 2012, de 25 matchs éliminatoires consécutifs avec au moins une présence sur les buts, la 3e plus longue de l'histoire après celles de Miguel Cabrera (31 de 2011 à 2013 avec les Tigers) et Chase Utley (27 de 2007 à 2010 pour les Phillies).

### Match 4
Samedi 25 octobre 2014 au AT&T Park, San Francisco, Californie.
| Royals de Kansas City                                                                                               | 0 | 0 | 4 | 0 | 0 | 0 | 0 | 0 | 0 | 4  | 12 | 1 |
| Giants de San Francisco                                                                                             | 1 | 0 | 1 | 0 | 2 | 3 | 4 | 0 | X | 11 | 16 | 0 |
| Lanceurs partants : KC : Jason Vargas SF : Ryan Vogelsong Vic. : Yusmeiro Petit (1-0) Déf. : Brandon Finnegan (0-1) |   |   |   |   |   |   |   |   |   |    |    |   |

Les Royals chassent le partant Ryan Vogelsong du match dès la 3e manche en comptant 4 fois pour prendre une avance de 4-1. Après deux retraits, Alex Gordon réussit le seul but volé des Royals dans cette série. Lorenzo Cain frappe un simple puis le lanceur Vogelsong n'aide pas sa cause en omettant de toucher au coussin sur une balle frappée sans conviction par Eric Hosmer, ce qui donne au joueur des Royals un coup sûr et un point produit. La lancée des visiteurs se poursuit avec un but-sur-balles à Mike Moustakas, un simple bon pour deux points d'Omar Infante et un autre productif de Salvador Pérez, mais elle se termine avec un 3e retrait enregistré alors que les buts sont remplis.
Les Giants entreprennent de revenir de l'arrière pendant que Yusmeiro Petit, dépêché en relève et éventuellement le lanceur gagnant, abat trois manches sans accorder de point. Les Giants obtiennent une aide appréciable de leurs joueurs réservistes : Matt Duffy réussit comme frappeur suppléant le premier coup sûr de sa carrière en éliminatoires pour ensuite marquer le second point de son club, le spécialiste de la défensive Juan Pérez crée l'égalité en 5e reprise avec un ballon sacrifice, puis une poussée de 3 points en 6e manche est amorcée par un autre frappeur suppléant, Joaquin Arias. L'attaque des Giants génère 16 coups sûrs dans une victoire de 11-4. Pour les vainqueurs, Joe Panik cogne deux doubles, Gregor Blanco marque trois points tandis que Hunter Pence réussit 3 coups sûrs, marque à deux reprises et produit 3 points. Onze joueurs différents réussissent au moins un coup sûr pour San Francisco, un nouveau record de la Ligue nationale en Série mondiale.

### Match 5
Dimanche 26 octobre 2014 au AT&T Park, San Francisco, Californie.
| Royals de Kansas City                                                                                                   | 0 | 0 | 0 | 0 | 0 | 0 | 0 | 0 | 0 | 0 | 4  | 1 |
| Giants de San Francisco                                                                                                 | 0 | 1 | 0 | 1 | 0 | 0 | 0 | 3 | X | 5 | 12 | 0 |
| Lanceurs partants : KC : James Shields SF : Madison Bumgarner Vic. : Madison Bumgarner (2-0) Déf. : James Shields (0-2) |   |   |   |   |   |   |   |   |   |   |    |   |

Avec une série égale 2-2, le 5e affrontement ramène au monticule les lanceurs partants du premier match. Si pour les Royals James Shields fait bien mieux en n'accordant que deux points en 6 manches lancées, son équipe se heurte à Madison Bumgarner, qui lance un blanchissage dans une victoire de 5-0. Le gaucher limite Kansas City à 4 coups sûrs au cours de ces 9 manches pour réussir le premier jeu blanc en Série mondiale depuis celui de Josh Beckett pour conclure la finale de 2003. Les 8 retraits sur des prises de Bumgarner représentent le plus haut total dans un blanchissage lancé en Série mondiale, battant le record de 7 par Don Larsen en 1956. Le trio vedette de l'enclos de relève des Royals, qui n'avait plus accordé de point depuis 17 manches et deux tiers, montre ses premiers signes de faiblesse : San Francisco marque à 3 reprises en 8e manche contre deux de ses membres, Kelvin Herrera et Wade Davis, notamment grâce à un double de deux points de Juan Pérez.
Pour un 3e match de suite, personne ne frappe de circuit. C'est la première fois que la chose se produit en grande finale depuis l'affrontement entre les Indians de Cleveland et les Braves de Boston en Série mondiale 1948.

### Match 6
Mardi 28 octobre 2014 au Kauffman Stadium, Kansas City, Missouri.
| Giants de San Francisco | 0 | 0 | 0 | 0 | 0 | 0 | 0 | 0 | 0 | 0  | 6  | 0 |
| Royals de Kansas City | 0 | 7 | 1 | 0 | 1 | 0 | 1 | 0 | X | 10 | 15 | 0 |
| Lanceurs partants : SF : Jake Peavy KC : Yordano Ventura Vic. : Yordano Ventura (1-0) Déf. : Jake Peavy (0-2) HRs: KC : Mike Moustakas (1) |   |   |   |   |   |   |   |   |   |    |    |   |

De retour à Kansas City et risquant de voir leur saison se terminer, les Royals répliquent avec une éclatante victoire de 10-0. Avant même la fin de la 3e manche, chaque frappeur de l'alignement de départ des Royals compte déjà un coup sûr. Les champions de la Ligue américaine en obtiennent 15 au total et réalisent le blanchissage le plus cinglant depuis leur victoire de 11-0 sur Saint-Louis au dernier match de la Série mondiale 1985. Six joueurs différents frappent un double pour Kansas City, un exploit que seuls les Red Sox de 2007 avaient jusque-là réussi en Série mondiale. Lorenzo Cain amasse 3 points produits et Eric Hosmer égale le record de franchise des Royals avec 20 coups sûrs au total en éliminatoires, rééditant la performance de Willie Wilson à l'automne 1985. 
Pour les Giants, Jake Peavy n'enregistre que 4 retraits avant d'être chassé au cœur d'une 2e manche de 7 points des Royals, ce qui représente la plus rapide sortie (non causée par une blessure) d'un lanceur partant depuis Mark Thurmond des Padres de San Diego en Série mondiale 1984. À l'opposé, Yordano Ventura offre une solide performance avec seulement 3 coups sûrs accordés aux Giants en 7 manches. Le lanceur de relève Hunter Strickland, des Giants, accorde un 6e coup de circuit dans les éliminatoires en cours, pour battre le record peu enviable qu'avait établi Chris Narveson, des Brewers de Milwaukee, en 2011.

### Match 7
Mercredi 29 octobre 2014 au Kauffman Stadium, Kansas City, Missouri.
| Giants de San Francisco | 0 | 2 | 0 | 1 | 0 | 0 | 0 | 0 | 0 | 3 | 8 | 1 |
| Royals de Kansas City | 0 | 2 | 0 | 0 | 0 | 0 | 0 | 0 | 0 | 2 | 6 | 0 |
| Lanceurs partants : SF : Tim Hudson KC : Jeremy Guthrie Vic. : Jeremy Affeldt (1-0) Déf. : Jeremy Guthrie (1-1) Sauv. : Madison Bumgarner (1) |   |   |   |   |   |   |   |   |   |   |   |   |

Les Giants de San Francisco deviennent la première équipe depuis les Pirates de Pittsburgh de 1979 à remporter sur le terrain de leurs adversaires un 7e et dernier match de Série mondiale. Leur triomphe de 3-2 sur Kansas City confirme la 3e conquête de la Série mondiale en 5 ans par les Giants. Ils sont la seule équipe de la Ligue nationale à avoir réussi la chose après les Cardinals de Saint-Louis de 1942, 1944 et 1946.
Tim Hudson, 39 ans, et Jeremy Guthrie, 35 ans, sont opposés au monticule pour San Francisco et Kansas City, respectivement. Jamais deux lanceurs partants aussi âgés n'ont amorcé un 7e match de Série mondiale, et Hudson est le lanceur le plus vieux à commencer un match de finale, dépassant Roger Clemens, qui n'était que 15 jours plus jeune dans le dernier match de la Série mondiale 2001. Les deux gérants, Ned Yost des Royals et Bruce Bochy des Giants, mettent fin à la soirée des deux hommes très rapidement. Hudson et Guthrie égalent le record pour un match numéro 7 de Série mondiale, établi en 1947 par Hal Gregg des Dodgers de Brooklyn et Spec Shea des Yankees de New York, en ne réussissant à eux deux que 15 retraits avant d'être remplacés. Hudson, qui ne lance qu'une manche et deux tiers, effectue la plus courte présence d'un lanceur partant de 7e match depuis Bob Turley des Yankees en Série mondiale 1960.
Les visiteurs prennent les devants 2-0 en 2e manche sur des ballons sacrifices consécutifs de Michael Morse et Brandon Crawford, mais les Royals répliquent immédiatement avec des points produits par le double d'Alex Gordon et le ballon sacrifice d'Omar Infante. Le point de la victoire est compté en 4e manche par San Francisco, sur des simples de Pablo Sandoval et Hunter Pence contre Guthrie, puis un autre de Michael Morse aux dépens du releveur Kelvin Herrera. Jeremy Affeldt relève Hudson pour San Francisco et abat deux manches et un tiers sans allouer de point, pour porter à 22 sa série de manches sans donner de point en éliminatoires, une séquence amorcée lors du premier match de la Série mondiale 2010 qui est la 2e meilleure de l'histoire pour un releveur après les 23 manches sans point de Mariano Rivera. La défensive vient au secours d'Affeldt en 4e reprise grâce à un spectaculaire double jeu amorcé par le joueur de deuxième but Joe Panik.
Lanceur partant des premier et cinquième matchs de la série, Madison Bumgarner était disponible en relève pour San Francisco. Une courte présence était anticipée, mais Bumgarner, qui entre dans le match en 5e manche et n'accorde que deux coups sûrs aux Royals, enregistre le plus long sauvetage (5 manches lancées) de l'histoire des Séries mondiales. Accueilli par un coup sûr d'Omar Infante, le gaucher des Giants retire les 14 frappeurs suivants. S'accrochant à une avance d'un seul point, les Giants frôlent la catastrophe après deux retraits en fin de 9e manche : Alex Gordon frappe un simple mais réussit à atteindre le troisième but lorsque le voltigeur de centre Gregor Blanco commet une erreur en ratant le rebond et que son coéquipier au champ gauche, Juan Pérez, tentant de récupérer la balle maintenant au sol, la pousse encore plus loin. Mais avec l'éventuel point égalisateur en position de marquer au troisième but, Salvador Pérez frappe un faible coup en hauteur en territoire des fausses balles, que capte le joueur de troisième but Pablo Sandoval pour le dernier retrait de la saison.

## Joueur par excellence
Le lanceur gaucher Madison Bumgarner des Giants de San Francisco est nommé joueur par excellence de la Série mondiale 2014.
Déjà spectaculaire dans ces séries éliminatoires avant même le début de cette finale contre Kansas City
,, le lanceur gaucher des Giants de San Francisco, Madison Bumgarner, reçoit le prix du joueur par excellence de la Série mondiale de 2014. Il est le 7e joueur, et le 4e lanceur, à être nommé joueur par excellence d'une Série de championnat et de la Série mondiale la même année. Sa moyenne de points mérités se chiffre à un minuscule 0,43 en 21 manches lancées en finale, un total qui représente le tiers de toutes les manches lancées par les lanceurs des Giants dans cette série. Cette moyenne est la plus basse dans une Série mondiale depuis celle de Sandy Koufax (0,38) en 1965,. Sa performance lui donne aussi, temporairement du moins, la plus basse moyenne de points mérités de l'histoire parmi les lanceurs comptant au moins 25 manches lancées au total dans des Séries mondiales : avec une moyenne de 0,25 il surpasse la marque de 0,36 de Jack Billingham en 1972, 1975 et 1976.
Bumgarner n'accorde aux Royals que 9 coups sûrs, un seul point, réussit 17 retraits sur des prises contre un unique but-sur-balles accordé, compte deux victoires et un sauvetage (de 5 manches, le plus long de l'histoire des Séries mondiales). Sa performance est citée comme l'une des meilleures de l'histoire des Séries mondiales par un lanceur,.
Ses 52 manches et deux tiers lancées en matchs d'après-saison 2014 sont un record des séries éliminatoires, et elles portent son total de manches lancées en 2014 (incluant la saison régulière) à 270. Deux mois plus tard, Bumgarner est nommé athlète masculin de l'année 2014 par Associated Press.